# Atisha

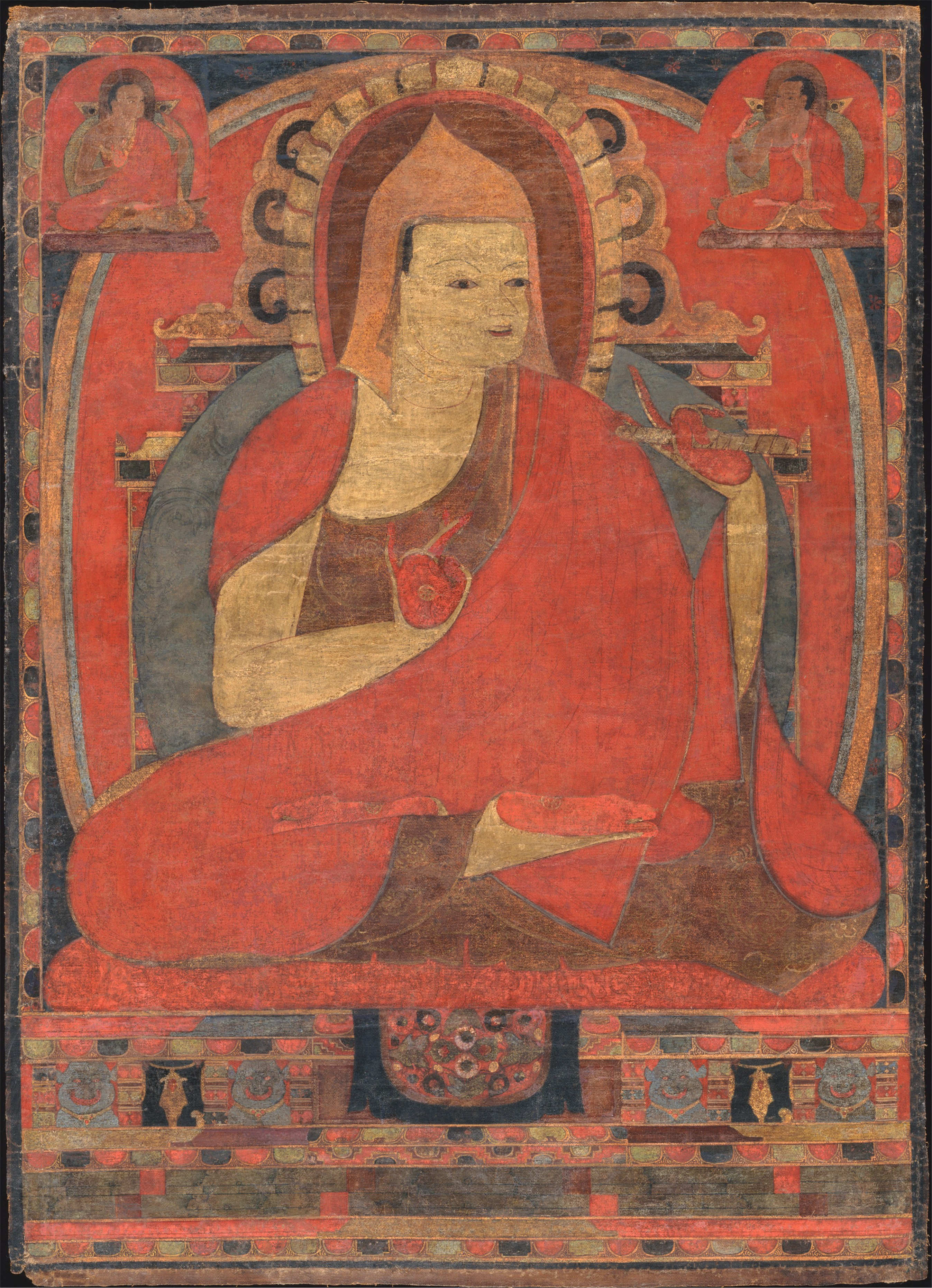
Atisha

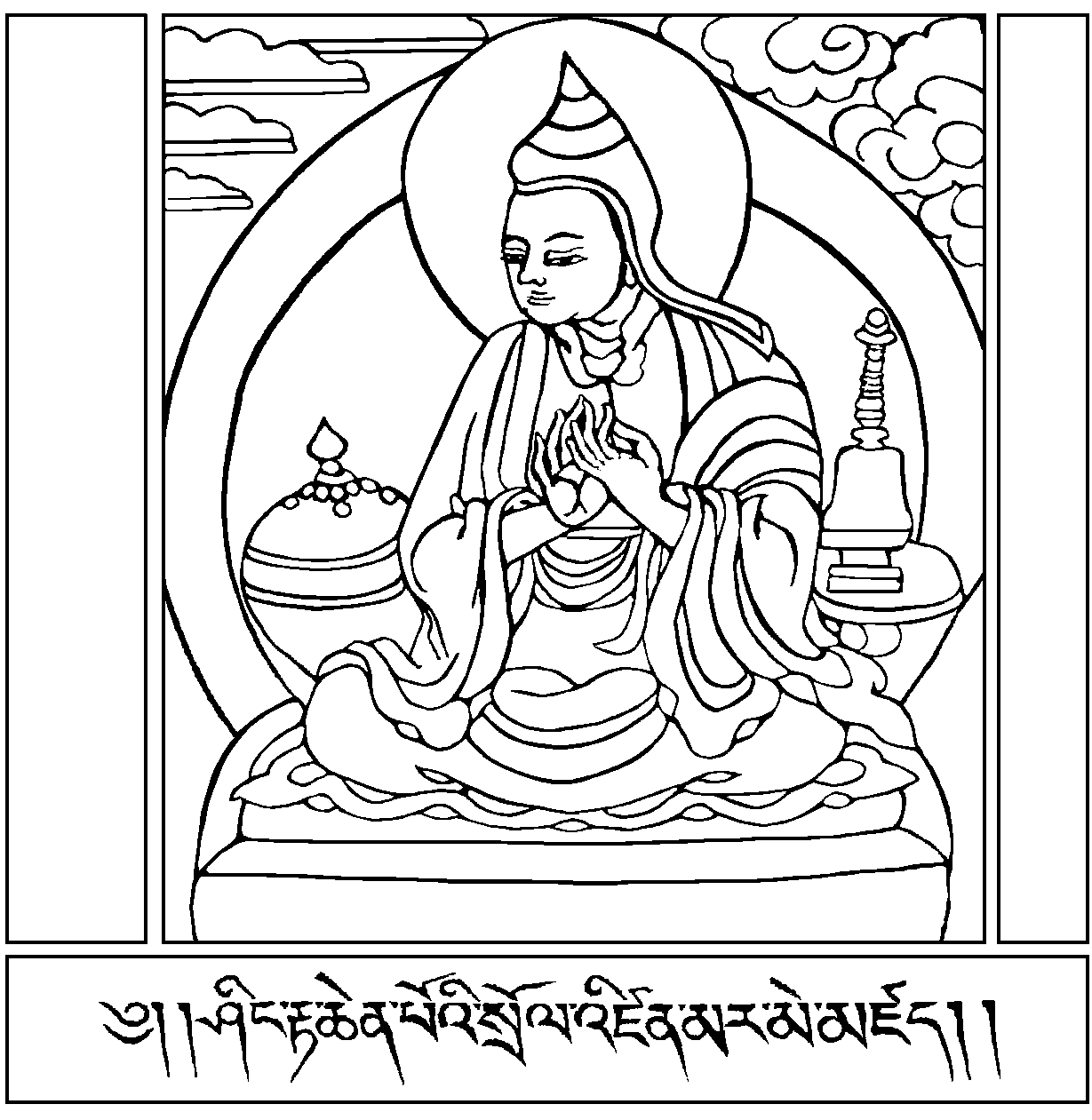
Atisha

Atiśa Dipamkara Shrijnana (982-1054) foi um renomado e erudito mestre de meditação budista indiano que reintroduziu o Budismo no Tibete após o seu quase desaparecimento sob o reinado de Languedarma.
Foi abade do grande monastério budista Vicramaxila na época em que o budismo Mahayana florescia na Índia. Foi convidado para ir ao Tibete por Jangchub Ö, o governador de uma região a oeste do Tibete, e sua presença contribuiu para o restabelecimento do budismo naquele país.
É o autor de Luz para o Caminho - Bodhi-patha-pradīpa, o primeiro texto sobre as etapas do caminho, o texto original do Lanrim, que acabou tornando-se um dos fundamentos da instrução Lanrim posterior. Sua tradição tornou-se conhecida como Tradição Cadampa. É considerado por alguns adeptos como "O Segundo Buda"
Em 2004, Atisha foi eleito como 18.º no rank da BBC do maior bengali de todos os tempos. 

## Início da vida

### Vida no palácio
Bicrampur, o lugar mais provável para o local de nascimento de Atisha, era a capital do Império Pala como era dos antigos reinos do sudeste de Bengala. Embora a localização exata da cidade não seja certa, ela atualmente fica no distrito de Munxiganje de Bangladexe e continua a ser celebrada como um centro inicial da vida cultural, acadêmica e política budista. Semelhante a Buda Xaquiamuni, Atisha nasceu na realeza. Seu pai era um rei conhecido como Calianachandra e sua mãe era Seri Prabavati. Rajá Serichandra da dinastia Chandra era seu avô. Um dos três irmãos reais, Atisha atendia pelo nome de Candragarba durante a primeira parte do a vida dele. Na verdade, não foi até que ele viajou para Guge e encontrou o Rei Jangchup Ö (984–1078) que ele recebeu o nome de Atisha.

## Estudos
De acordo com fontes tibetanas, Atisha foi ordenado na linhagem Mahāsāṃghika aos vinte e oito anos de idade pelo abade Xilaraquesita e estudou quase todas as escolas budistas e não-budistas de seu tempo, incluindo ensinamentos de vixenuísmo, xivaísmo, hinduísmo tântrico e outras práticas. Ele também estudou os sessenta e quatro tipos de arte, a arte da música e a arte da lógica e realizou esses estudos até os vinte e dois anos. Entre as muitas linhagens budistas que ele estudou, praticou e transmitiu as três principais linhagens foram a Linhagem da Ação Profunda transmitida por Asanga e Vasubandhu, a Linhagem da Visão Profunda ' transmitido por Nagarjuna e Candrakīrti, e a Linhagem da Profunda Experiência transmitida por Tilopa e Naropa. Diz-se que Atisha tinha mais de 150 professores, mas um deles era Dharmakīrtiśrī.
Outro professor notável durante seu tempo em Vikramashila foi Ratnākaraśānti.

## Escritos
Seus livros incluem:
- Bodhipathapradīpa (em tibetano: Wylie: byang chub lam gyi sgron ma)
- Bodhipathapradipapanjikanama (seu próprio comentário em tibetano: Wylie: byang chub lam gyi sgron ma) 
- Charyasamgrahapradipa contém alguns kirtan versos compostos por Atisha.
- Satyadvayavatara
- Bodhisattvamanyavali
- Madhyamakaratnapradipa
- Mahayanapathasadhanasangraha
- Shiksasamuccaya Abhisamya
- Prajnaparamitapindarthapradipa
- Ekavirasadhana
- Vimalaratnalekha, uma carta sânscrita para Naiapala, rei de Mágada.